# Главный комитет по крестьянскому делу
Главный комитет по крестьянскому делу — в Российской империи правительственное учреждение для рассмотрения проектов отмены крепостного права, созданное в феврале 1858 года; преобразован из секретного комитета по крестьянскому вопросу; находился в непосредственном ведении императора Александра II. Упразднён 19 февраля 1861 года.
Председателем комитета был Александр II, в его отсутствие председательствовали члены комитета председатель Государственного совета князь А. Ф. Орлов, затем великий князь Константин Николаевич. В комитет входили некоторые министры, шеф корпуса жандармов, отдельные члены Государственного совета и др. 